# (1535) Päijänne
(1535) Päijänne – planetoida z pasa głównego asteroid okrążająca Słońce w ciągu 5 lat i 231 dni w średniej odległości 3,16 au. Została odkryta 9 września 1939 roku w Obserwatorium Iso-Heikkilä w Turku przez Yrjö Väisälä. Nazwa planetoidy pochodzi od Päijänne, jeziora w Finlandii. Przed nadaniem nazwy planetoida nosiła oznaczenie tymczasowe (1535) 1939 RC.